# Tihomir Fileš
Tihomir Fileš - Filko (29. travnja 1962.), hrvatski je glazbenik najpoznatiji po svom djelovanju u rock sastavu Prljavo kazalište, gdje je svirao bubnjeve.
Fileš je zajedno sa Zoranom Cvetkovićem (solo gitara), Ninom Hrastekom (bas-gitara) i Davorinom Bogovićem (vokal), svirao u sastavu pod imenom 'Ciferšlus'. Kasnije se upoznaje s Jasenkom Hourom i osnivaju zajedno Prljavo kazalište. Nedugo nakon toga snimaju prvo maxi single "Televizori", te nakon toga prvi LP za diskografsku kuću Suzy (jer je Jugoton odbio izdati prvi album zbog provokativnih tekstova i glazbe) pod nazivom "Prljavo kazalište".